# Lista gatunków z rodzaju szeflera
Lista gatunków z rodzaju szeflera (Schefflera) – lista gatunków z rodzaju roślin z rodziny araliowatych. Zaliczanych jest do niego w szerokim ujęciu co najmniej 591 gatunków (tyle nazw zweryfikowanych i zaakceptowanych podaje The Plant List), poza tym 6 taksonów ma status gatunków niepewnych (niezweryfikowanych). W wąskim ujęciu rodzaj obejmuje tylko 13 gatunków.

## Lista gatunków

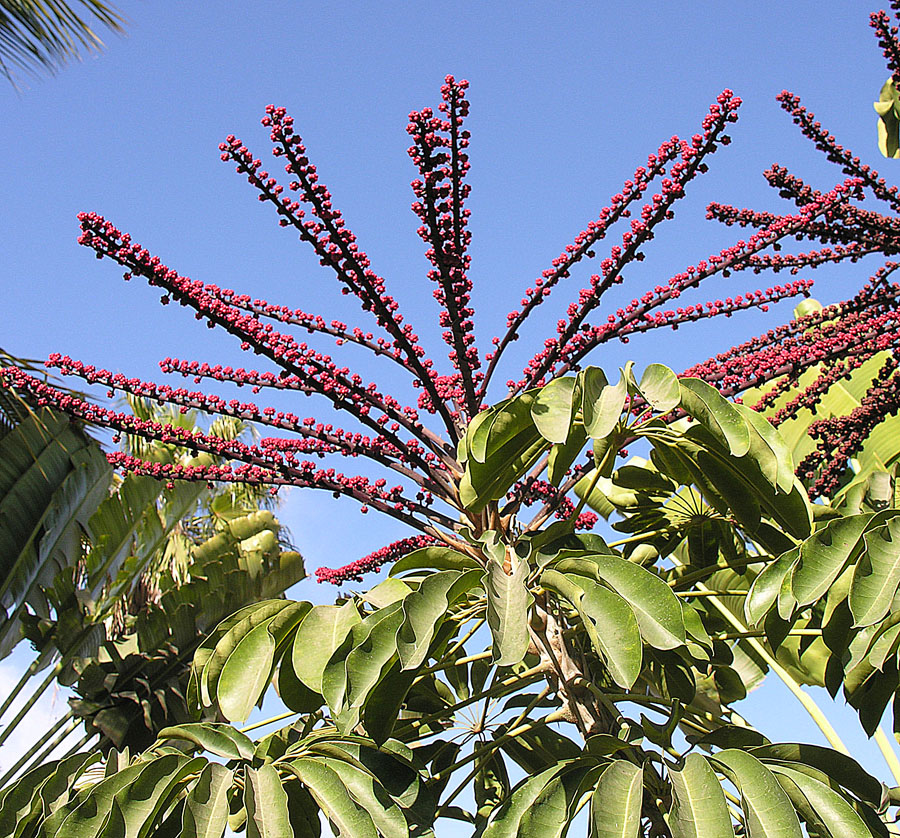
Szeflera parasolowata

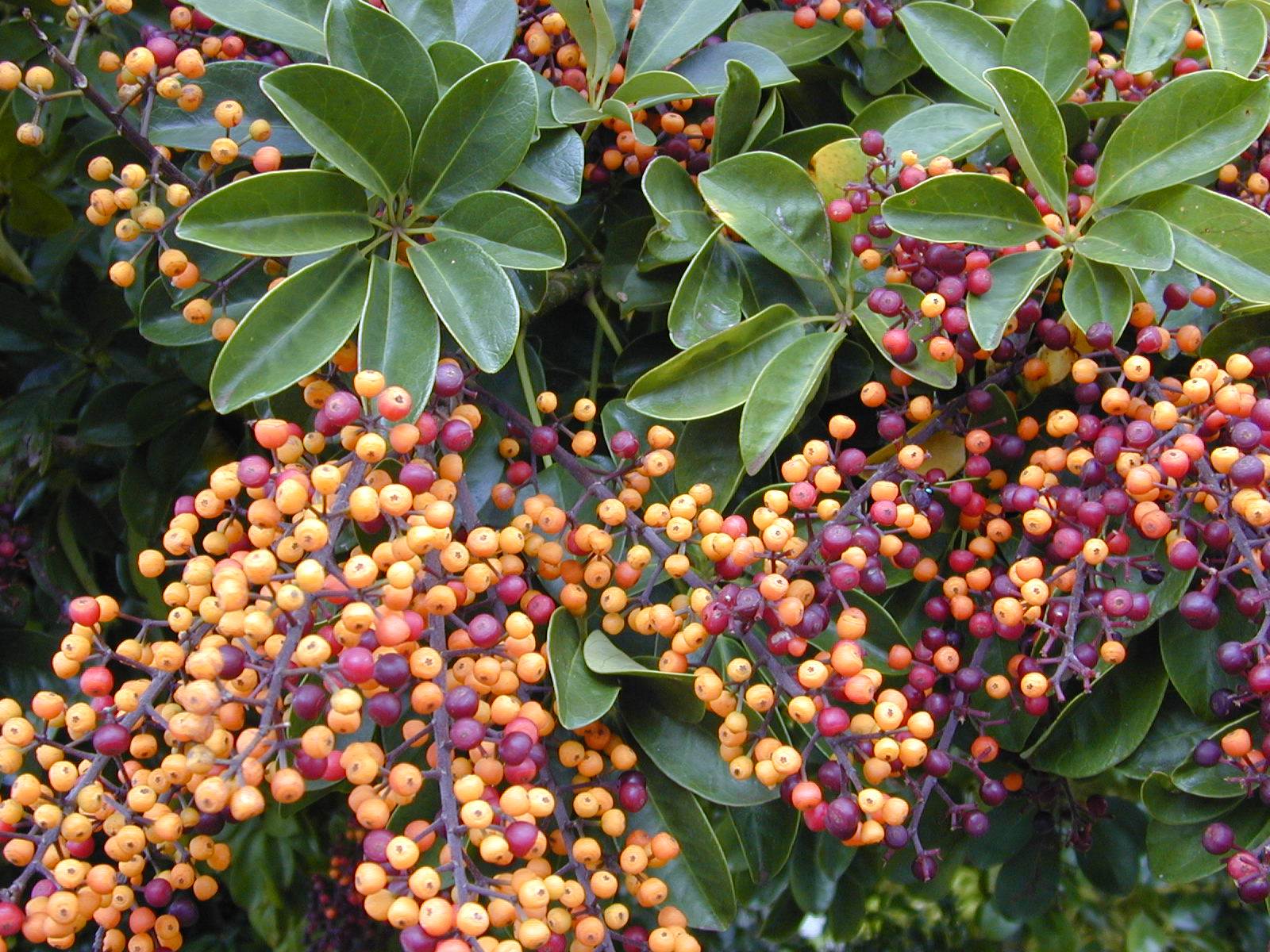
Szeflera drzewkowata

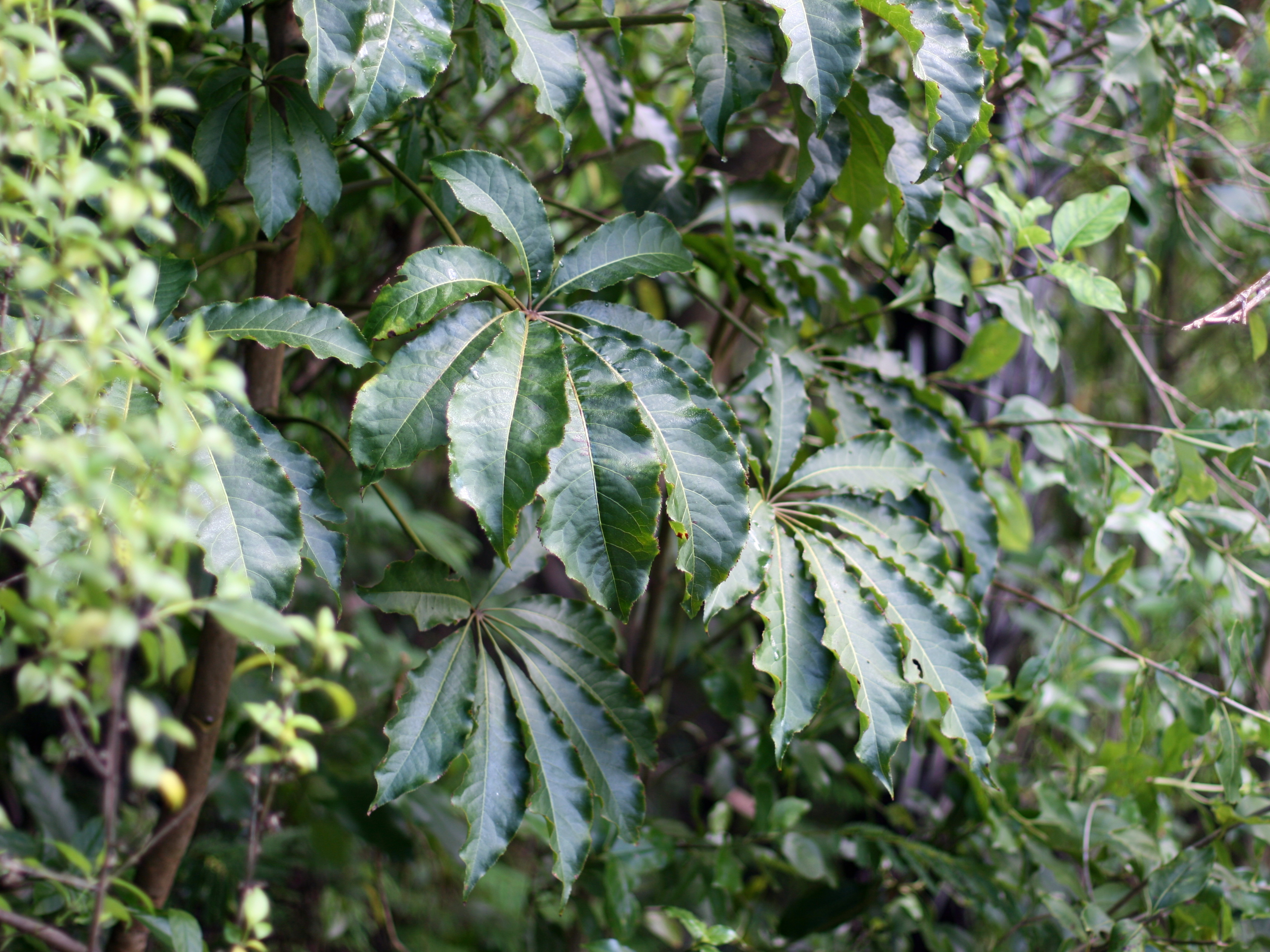
Schefflera digitata

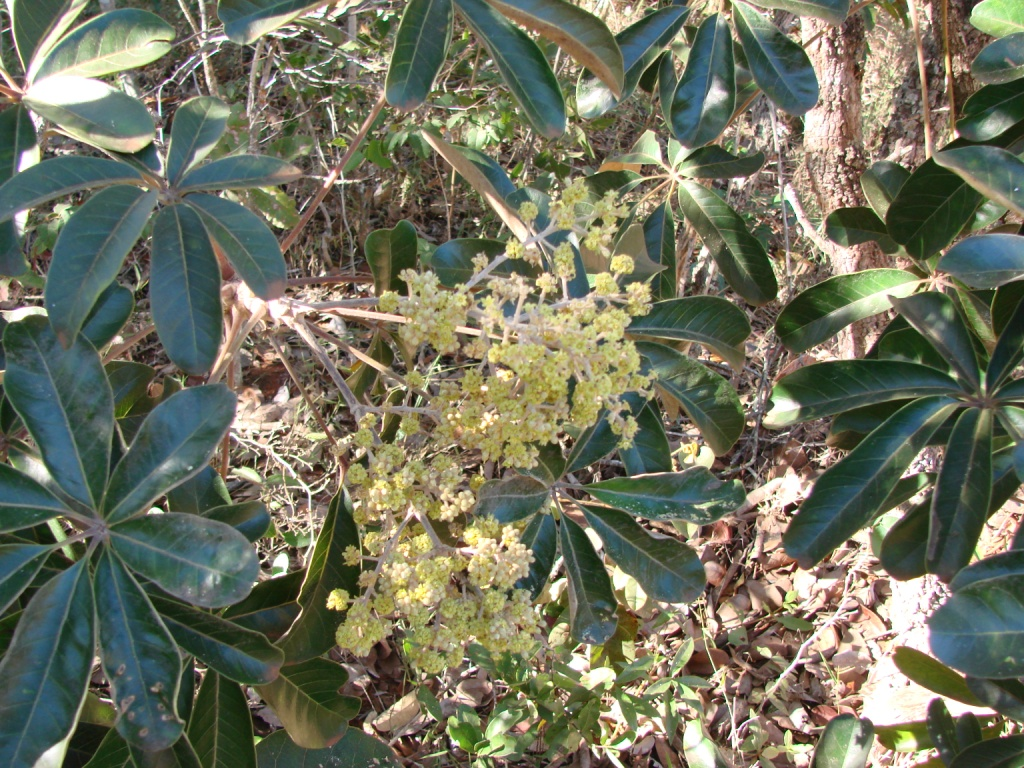
Schefflera macrocarpa

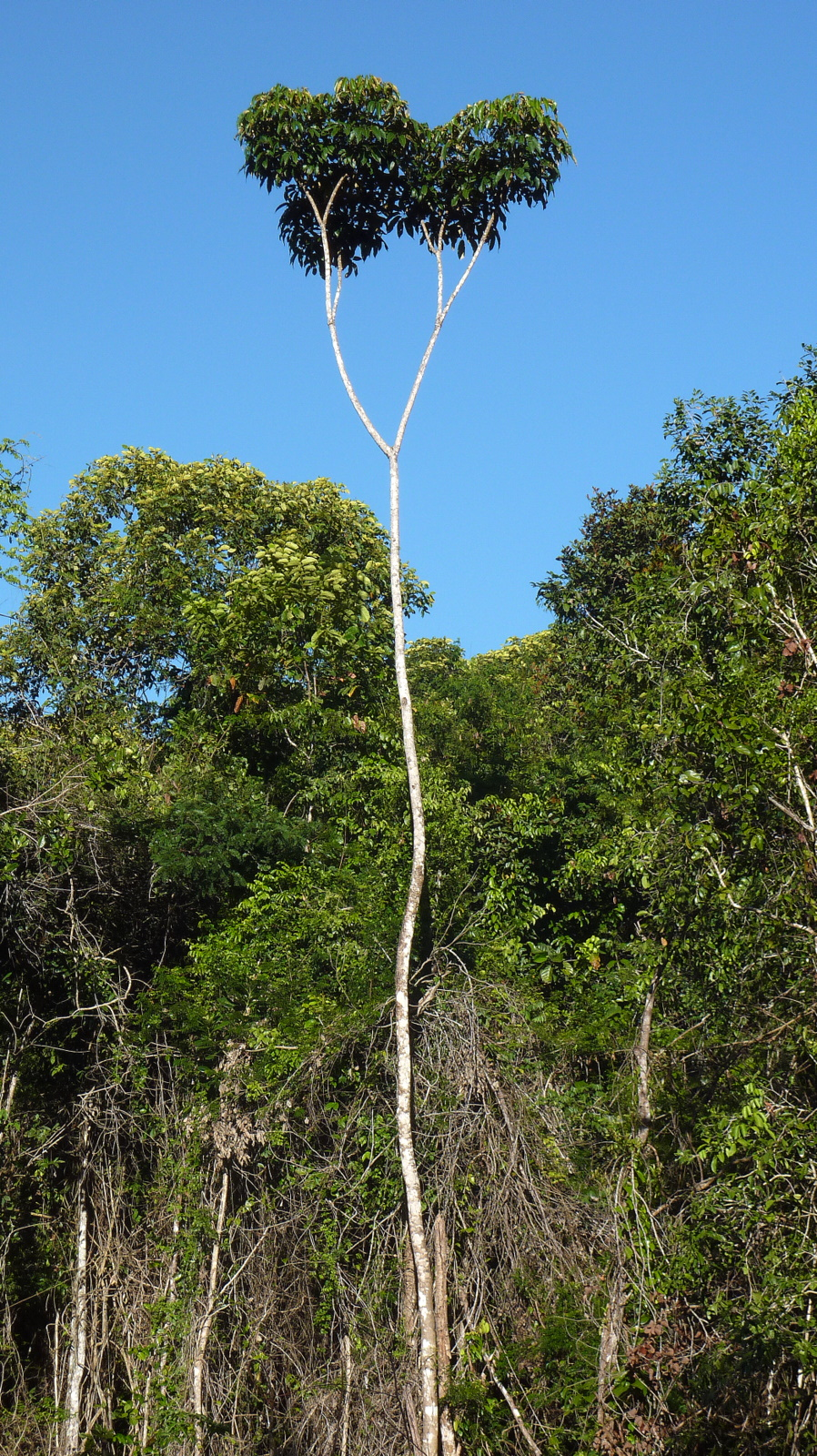
Schefflera morototoni

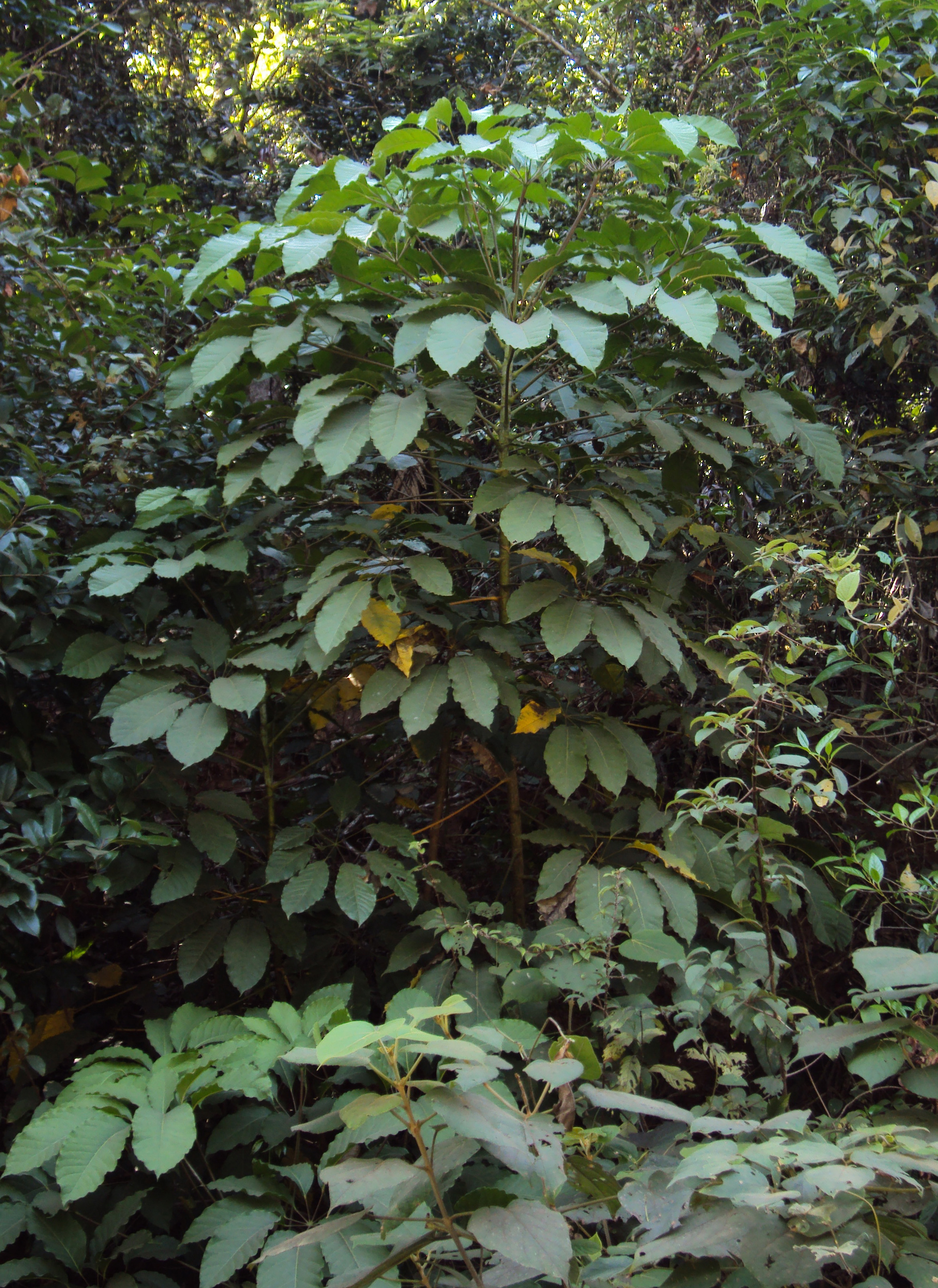
Schefflera racemosa

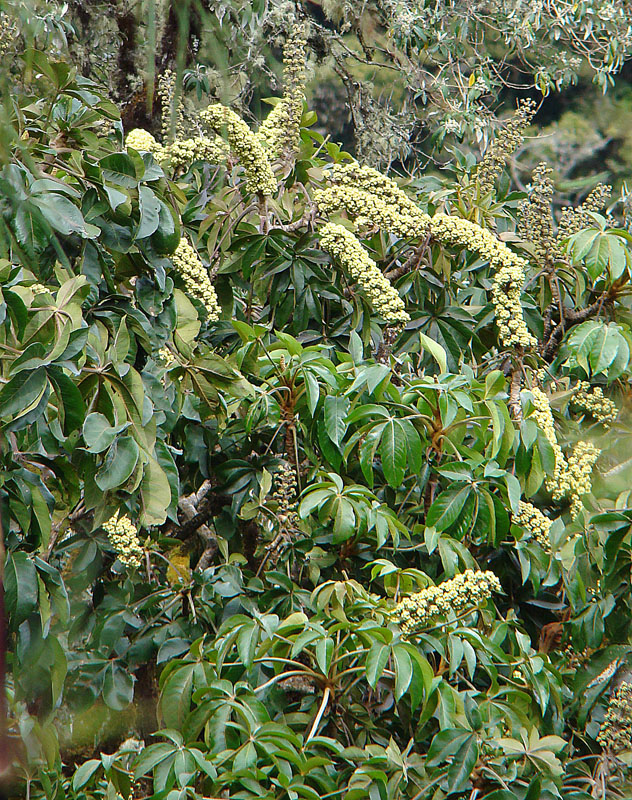
Schefflera rodriguesiana

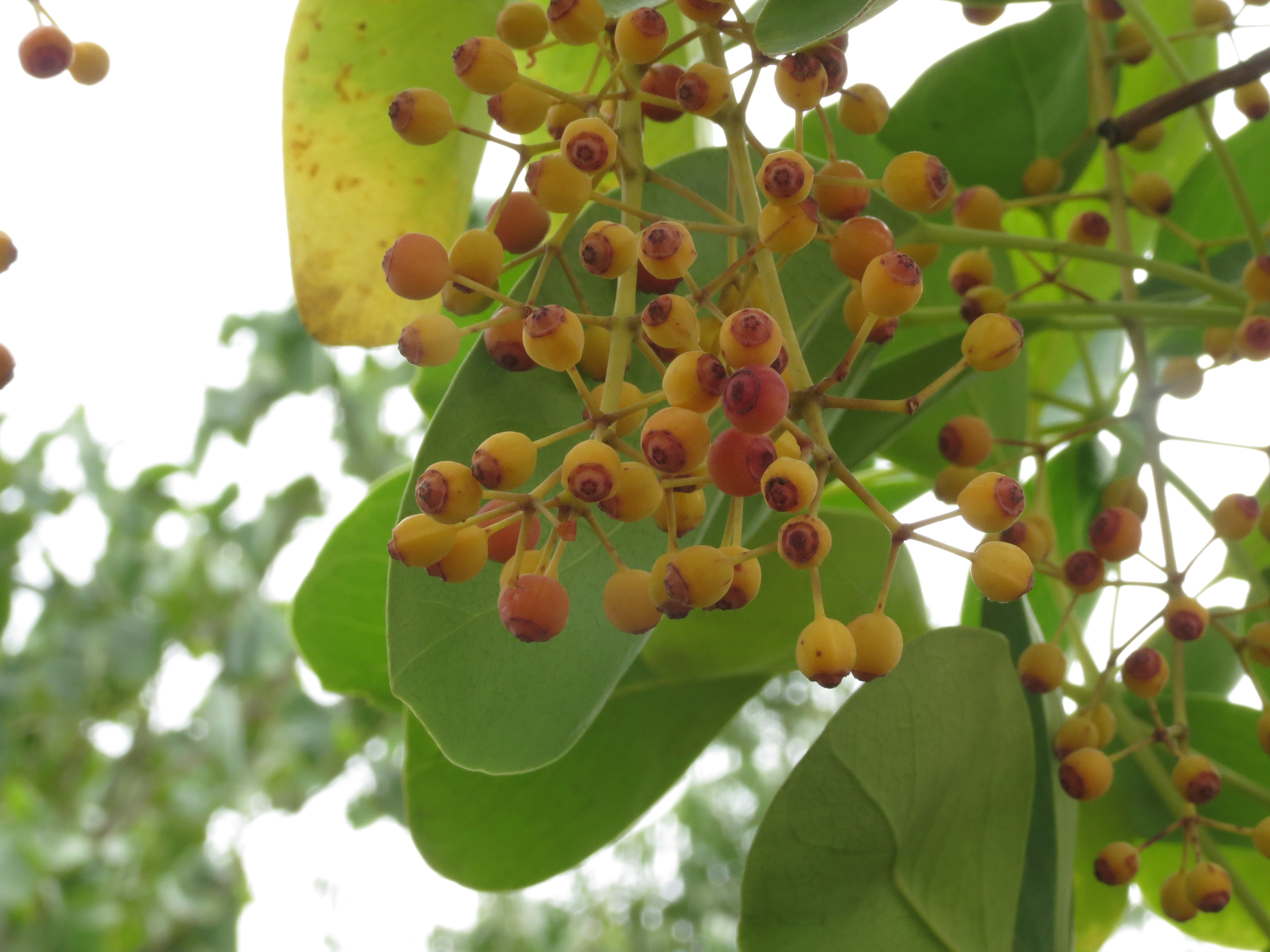
Schefflera stellata

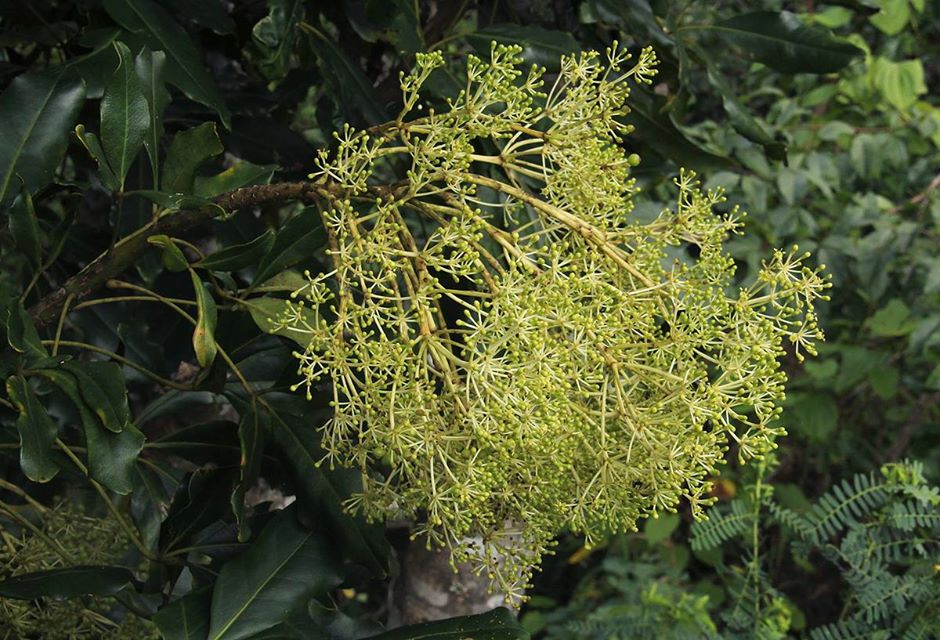
Schefflera umbellifera

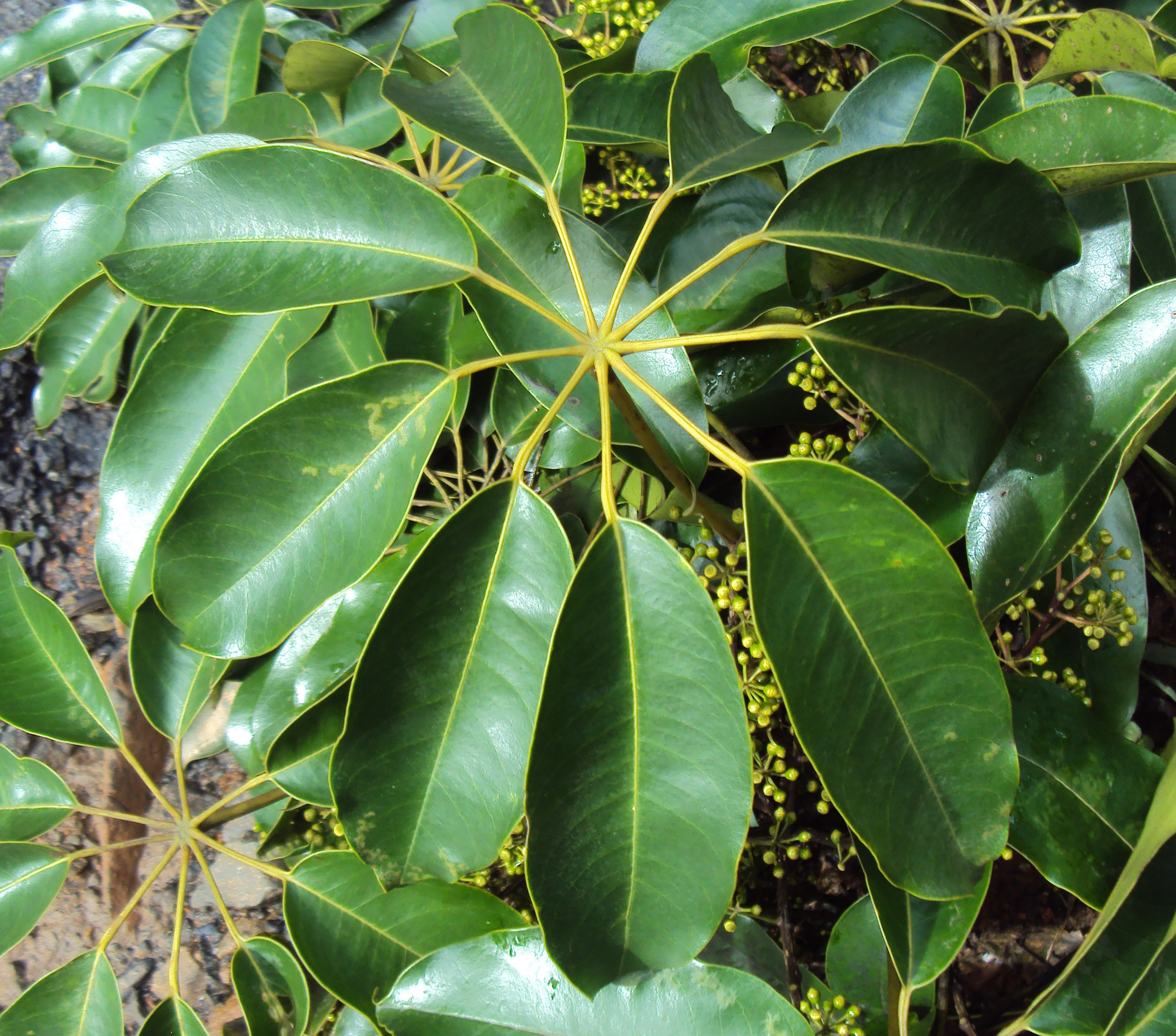
Schefflera wallichiana

- Schefflera abyssinica (Hochst. ex A.Rich.) Harms
- Schefflera acaropunctata Frodin
- Schefflera actinophylla (Endl.) Harms – szeflera parasolowata
- Schefflera actinostigma A.C.Sm. & B.C.Stone
- Schefflera acuminata (Pav.) Harms
- Schefflera acuminatissima Merr.
- Schefflera acutissima (Miq.) Harms
- Schefflera agamae Merr.
- Schefflera agasthiyamalayana Manickam, Murugan, Sundaresan & Jothi
- Schefflera albidobracteata Elmer
- Schefflera albocapitata M.J.Cannon & Cannon
- Schefflera allocotantha (Harms) Frodin
- Schefflera alongensis R.Vig.
- Schefflera alpina Grushv. & Skvortsova
- Schefflera altigena Frodin
- Schefflera alvarezii Merr.
- Schefflera amungwiwae Frodin
- Schefflera angiensis Gibbs
- Schefflera angilogensis Merr.
- Schefflera angulata (Pav.) Harms
- Schefflera angustifolia Merr.
- Schefflera angustifoliolata C.N.Ho

- Schefflera angustissima (Marchal) Frodin

- Schefflera apiculata (Miq.) R.Vig.

- Schefflera aquaverensis M.J.Cannon & Cannon
- Schefflera arboricola (Hayata) Merr. – szeflera drzewkowata
- Schefflera archboldiana Philipson
- Schefflera archeri Harms
- Schefflera arfakensis Gibbs
- Schefflera argophylla Frodin
- Schefflera aromatica (Blume) Harms
- Schefflera asymmetrica Frodin
- Schefflera atrifoliata R.H.Miao
- Schefflera attenuata (Sw.) Frodin
- Schefflera aurata Fiaschi
- Schefflera auyantepuiensis (Steyerm.) Maguire, Steyerm. & Frodin
- Schefflera avenis (Miq.) Harms
- Schefflera awa Ram.-Padilla
- Schefflera ayangannensis Maguire, Steyerm. & Frodin
- Schefflera baculosa Frodin
- Schefflera bailloniana Frodin
- Schefflera bakeriana (A.C.Sm.) Frodin
- Schefflera balansaeana Baill.
- Schefflera banahaensis Merr.
- Schefflera bangii Harms
- Schefflera barbata Philipson
- Schefflera barteri (Seem.) Harms
- Schefflera beccariana Harms
- Schefflera bejucosa Cuatrec.
- Schefflera benguetensis Merr.
- Schefflera bifida M.J.Cannon & Cannon
- Schefflera binuangensis C.B.Rob.
- Schefflera bipalmatifolia Merr.
- Schefflera blancoi Merr.
- Schefflera blepharidophylla Harms
- Schefflera bodinieri (H.Lév.) Rehder
- Schefflera bogotensis Cuatrec.
- Schefflera bojeri (Seem.) R.Vig.
- Schefflera bonita Cuatrec.
- Schefflera bordenii Merr.
- Schefflera boridiana Harms
- Schefflera borneensis Merr.
- Schefflera botumirimensis Fiaschi & Pirani
- Schefflera bougainvilleana Harms
- Schefflera bourdillonii Gamble
- Schefflera brachypoda Frodin
- Schefflera bracteolifera Frodin
- Schefflera bractescens Ridl.
- Schefflera brassaiella Ridl.
- Schefflera brassii Harms
- Schefflera brenesii A.C.Sm.
- Schefflera brevipedicellata Harms
- Schefflera brevipes Merr.
- Schefflera buchtienii Harms
- Schefflera bukidnonensis Merr.
- Schefflera burchellii (Seem.) Frodin & Fiaschi
- Schefflera burkillii Merr.
- Schefflera buxifolioides C.B.Shang
- Schefflera cabalionii Lowry
- Schefflera caduca M.J.Cannon & Cannon
- Schefflera cajambrensis Cuatrec.
- Schefflera calva (Cham.) Frodin & Fiaschi
- Schefflera calycina Cuatrec.
- Schefflera calyptricuspidata Cuatrec.
- Schefflera canaensis C.B.Shang
- Schefflera candelabrum Baill.
- Schefflera capitata (Wight & Arn.) Harms
- Schefflera capitulifera Merr.
- Schefflera capitulispicata Cuatrec.
- Schefflera capixaba Fiaschi
- Schefflera capuroniana (Bernardi) Bernardi
- Schefflera carolii Harms
- Schefflera carrii Harms
- Schefflera cartagoensis M.J.Cannon & Cannon
- Schefflera catanduanensis Merr.
- Schefflera catensis Elmer
- Schefflera caudata (Vidal) Merr. & Rolfe
- Schefflera caudatifolia Merr.
- Schefflera cavaleriei (H.Lév.) Frodin
- Schefflera cephalantha (Harms) Frodin
- Schefflera cephalotes (C.B.Clarke) Harms
- Schefflera chaetorrhachis Harms
- Schefflera chandrasekharanii Ramam. & Rajan
- Schefflera chapana Harms
- Schefflera chartacea Merr.
- Schefflera chevalieri C.B.Shang
- Schefflera chimantensis (Steyerm. & Maguire) Maguire, Steyerm. & Frodin
- Schefflera chinensis (Dunn) H.L.Li
- Schefflera chococola Frodin
- Schefflera cicatricata M.J.Cannon & Cannon
- Schefflera ciliata Cuatrec.
- Schefflera ciliatifolia Fiaschi & Frodin
- Schefflera cinnamomea Merr.
- Schefflera clarkeana Craib
- Schefflera clausa Frodin
- Schefflera clavigera Frodin
- Schefflera clementis Merr.
- Schefflera clusietorum Frodin
- Schefflera coclensis M.J.Cannon & Cannon
- Schefflera coenosa (R.Vig.) Frodin
- Schefflera concolor Frodin
- Schefflera confusa (Marchal) Harms
- Schefflera contracta Frodin
- Schefflera cordata (Taub.) Frodin & Fiaschi
- Schefflera coriacea (Marchal ex Thurn) Harms
- Schefflera corymbiformis Bui
- Schefflera costata A.C.Sm.
- Schefflera cracens Frodin
- Schefflera crassibracteata C.B.Shang
- Schefflera crassifolia Merr.
- Schefflera crassilimba Frodin
- Schefflera crassipes Baill.
- Schefflera crassissima Merr.
- Schefflera cuatrecasasiana Steyerm.
- Schefflera cumingii (Seem.) Harms
- Schefflera cuneata Craib
- Schefflera curranii Merr.
- Schefflera decagyna Cuatrec.
- Schefflera decaphylla (Seem.) Harms
- Schefflera delavayi (Franch.) Harms
- Schefflera demesae Merr.
- Schefflera dentata Frodin
- Schefflera dichotoma Fiaschi & Frodin
- Schefflera dictyophlebia Frodin
- Schefflera dielsii Harms
- Schefflera digitata J.R.Forst. & G.Forst.
- Schefflera diguana Cuatrec.
- Schefflera digyna Cuatrec.
- Schefflera diplodactyla Harms
- Schefflera disparifolia Frodin
- Schefflera dissidens Frodin
- Schefflera distractiflora (Harms) Frodin
- Schefflera divaricata (Blume) Koord.
- Schefflera dolichostyla Harms
- Schefflera dongnaiensis Bui
- Schefflera duidae Steyerm.
- Schefflera dumicola W.W.Sm.
- Schefflera elachistocephala Harms
- Schefflera elata (Buch.-Ham.) Harms
- Schefflera elegantissima (Veitch ex Mast.) Lowry & Frodin – szeflera najwytworniejsza
- Schefflera elliptica (Blume) Harms
- Schefflera elliptifoliola Merr.
- Schefflera elongata Baill.
- Schefflera emarginata (Moon) Harms
- Schefflera emiliana Baill.
- Schefflera enneaphylla Bui
- Schefflera epiphytica A.C.Sm.
- Schefflera eriocephala Harms
- Schefflera eucaudata Merr.
- Schefflera euryphylla Harms
- Schefflera euthytricha A.C.Sm.
- Schefflera evrardii Bamps
- Schefflera exaltata (Thwaites) Frodin
- Schefflera eximia Frodin
- Schefflera fantsipanensis Bui
- Schefflera fastigiata (Miq.) R.Vig.
- Schefflera favargeri Bernardi
- Schefflera fengii C.J.Tseng & G.Hoo
- Schefflera feriarum Frodin
- Schefflera ferruginea (Willd. ex Schult.) Harms
- Schefflera filipes Merr.
- Schefflera fimbriata (F.Muell.) Harms
- Schefflera foetida Merr.
- Schefflera forbesii Ridl.
- Schefflera fosbergiana (Bernardi) Bernardi
- Schefflera foxworthyi Merr.
- Schefflera fragrans Cuatrec.
- Schefflera frodiniana Bernardi
- Schefflera fruticosa Fiaschi & Pirani
- Schefflera gabriellae Baill.
- Schefflera gardneri (Seem.) Frodin & Fiaschi
- Schefflera gigantifolia Merr.
- Schefflera gjellerupii Harms
- Schefflera glabra Merr.
- Schefflera glabrata (Kunth) Frodin
- Schefflera glabrescens (C.J.Tseng & G.Hoo) Frodin
- Schefflera glauca (Seem.) Harms
- Schefflera glaziovii (Taub.) Frodin & Fiaschi
- Schefflera gleasonii (Britton & P.Wilson) Alain
- Schefflera globosa Merr.
- Schefflera globulifera Grushv. & Skvortsova
- Schefflera goetzenii Harms
- Schefflera gracilipes Merr.
- Schefflera gracilis (Miq.) R.Vig.
- Schefflera gracillima Steyerm. & Maguire
- Schefflera grandiflora (A.C.Sm.) Frodin
- Schefflera grandigemma Fiaschi
- Schefflera grayi (Seem.) Frodin
- Schefflera guanayensis Maguire, Steyerm. & Frodin
- Schefflera guizhouensis C.B.Shang
- Schefflera hainanensis Merr. & Chun
- Schefflera halconensis Merr.
- Schefflera halleana Bernardi
- Schefflera harmsii J.F.Macbr.
- Schefflera havilandii Merr.
- Schefflera hellwigiana Harms
- Schefflera hemiepiphytica (Grushv. & Skvortsova) C.B.Shang
- Schefflera heptaphylla (L.) Frodin
- Schefflera herthae Harms
- Schefflera herzogii Harms
- Schefflera heterobotrya Frodin
- Schefflera heteroclada Frodin
- Schefflera heterophylla (Wall. ex G.Don) Harms
- Schefflera heterotricha (Seem.) R.Vig.
- Schefflera hierniana Harms
- Schefflera hirsuta Philipson
- Schefflera hitchcockii (Lasser & Maguire) Maguire, Steyerm. & Frodin
- Schefflera hoi (Dunn) R.Vig.
- Schefflera huachamacarii Maguire, Steyerm. & Frodin
- Schefflera huberi Frodin
- Schefflera huilensis Cuatrec.
- Schefflera hullettii (King) R.Vig.
- Schefflera humblotiana Drake
- Schefflera humboldtiana (Decne. & Planch. ex Seem.) Frodin
- Schefflera hunsteiniana Harms
- Schefflera hypochlora (Dunn ex K.M.Feng) Frodin
- Schefflera hypoleuca (Kurz) Harms
- Schefflera hypoleucoides Harms
- Schefflera inambarica Harms
- Schefflera insculpta Frodin
- Schefflera insignis C.N.Ho
- Schefflera insolita (A.C.Sm.) Frodin
- Schefflera instita M.J.Cannon & Cannon
- Schefflera insularum (Seem.) Harms
- Schefflera ischnoacra Harms
- Schefflera ischyrocephala Harms
- Schefflera jahnii (Harms) Steyerm.
- Schefflera janowskyi Harms
- Schefflera japurensis (Mart. & Zucc. ex Marchal) Harms
- Schefflera jauaensis (Maguire, Steyerm. & Frodin) Frodin
- Schefflera jefensis M.J.Cannon & Cannon
- Schefflera junghuhniana (Miq.) Harms
- Schefflera kajonensis Harms
- Schefflera kaniensis Harms
- Schefflera karsteniana (Marchal) Harms
- Schefflera kerchoveiana (Veitch ex W.Richards) Frodin & Lowry
- Schefflera khasiana (C.B.Clarke) R.Vig.
- Schefflera kivuensis Bamps
- Schefflera kollmannii Fiaschi
- Schefflera kontumensis Bui
- Schefflera koordersii Harms
- Schefflera koresii P.Royen
- Schefflera kornasii Grushv. & Skvortzova
- Schefflera kraemeri Harms
- Schefflera kuborensis Frodin
- Schefflera kuchingensis Merr.
- Schefflera kuntzei (Harms ex Kuntze) Frodin
- Schefflera kurzii Frodin
- Schefflera lakhonensis C.B.Shang
- Schefflera lanceolata Ridl.
- Schefflera lancifoliolata Frodin
- Schefflera lasiocalyx Ridl.
- Schefflera lasiogyne Harms
- Schefflera lasiosphaera Harms
- Schefflera latianulata Frodin
- Schefflera latifoliolata (King) R.Vig.
- Schefflera lawranceana (Prain) R.Vig.
- Schefflera laxiflora Ridl.
- Schefflera laxiuscula Grushv. & Skvortsova
- Schefflera le-rati R.Vig.
- Schefflera leiophylla Harms
- Schefflera lenticellata C.B.Shang
- Schefflera leptophylla (Veitch ex T.Moore) Frodin
- Schefflera leroyiana C.B.Shang
- Schefflera leucantha R.Vig.
- Schefflera leytensis Merr.
- Schefflera lilacina Cuatrec.
- Schefflera littoralis (Miq.) Harms
- Schefflera littorea (Seem.) Frodin
- Schefflera lociana Grushv. & Skvortsova
- Schefflera longifolia (Blume) R.Vig.
- Schefflera longifructescens Elmer
- Schefflera longipedicellata (Lecomte) Bernardi
- Schefflera longipetiolata (Pohl ex DC.) Frodin & Fiaschi
- Schefflera longistyla Frodin
- Schefflera lorentzii Harms
- Schefflera lucescens (Blume) R.Vig.
- Schefflera lucumoides (Decne. & Planch. ex Marchal) Frodin & Fiaschi
- Schefflera lukwangulensis (Tennant) Bernardi
- Schefflera lurida (King) Ridl.
- Schefflera luzoniensis Merr.
- Schefflera macerosa Bernardi
- Schefflera macgregorii Merr.
- Schefflera macphersonii M.J.Cannon & Cannon
- Schefflera macrantha Merr.
- Schefflera macrocarpa (Cham. & Schltdl.) Frodin
- Schefflera macrophylla (Dunn) R.Vig.
- Schefflera macrostachya (Benth.) Harms
- Schefflera maduraiensis K.Ravik. & V.Lakshm.
- Schefflera magnifolia Cuatrec.
- Schefflera maguireorum Frodin
- Schefflera malmei (Harms) Frodin
- Schefflera mannii (Hook.f.) Harms
- Schefflera manus-dei Cuatrec.
- Schefflera marahuacensis (Maguire, Steyerm. & Frodin) Frodin
- Schefflera marginata Cuatrec.
- Schefflera marlipoensis C.J.Tseng & G.Hoo
- Schefflera mathewsii (Seem.) Harms
- Schefflera megacarpa A.H.Gentry
- Schefflera megalantha Harms
- Schefflera meiurophylla Frodin
- Schefflera membranifolia Bui
- Schefflera menglaensis H.Chu & H.Wang
- Schefflera merrillii Elmer
- Schefflera merrittii Frodin
- Schefflera metcalfiana Merr. ex H.L.Li
- Schefflera micrantha (C.B.Clarke) Gamble
- Schefflera microcephala Harms
- Schefflera microgyne Harms
- Schefflera microphylla Merr.
- Schefflera minahasae Harms
- Schefflera minutiflora Harms
- Schefflera minutipetiolata Frodin
- Schefflera minutistellata Merr. ex H.L.Li
- Schefflera mjoebergii Merr.
- Schefflera monophylla (Baker) Bernardi
- Schefflera monosperma Maguire, Steyerm. & Frodin ex Frodin
- Schefflera montana (Gleason) Maguire, Steyerm. & Frodin
- Schefflera monticola Ridl.
- Schefflera monzonensis Harms
- Schefflera moratii Bernardi
- Schefflera morobeana Harms
- Schefflera morototoni (Aubl.) Maguire, Steyerm. & Frodin
- Schefflera multiflora Merr.
- Schefflera multifoliolata Merr.
- Schefflera multinervia H.L.Li
- Schefflera multiramosa Elmer
- Schefflera munchiquensis Ram.-Padilla
- Schefflera myriantha (Baker) Drake
- Schefflera myrianthella Merr.
- Schefflera myriocarpa Harms
- Schefflera myrioneura Frodin
- Schefflera nabirensis Philipson
- Schefflera napuoensis C.B.Shang
- Schefflera neblinae (Maguire, Steyerm. & Frodin) Frodin
- Schefflera nebularum (Harms) Frodin
- Schefflera neoebudica Guillaumin
- Schefflera nephelophila Harms
- Schefflera nervosa (King) R.Vig.
- Schefflera nesopanax Frodin
- Schefflera nhatrangensis C.B.Shang
- Schefflera nigrescens Frodin
- Schefflera nodosa (Miq.) F.M.Mull.
- Schefflera nono Baill.
- Schefflera obliqua Merr.
- Schefflera oblonga Craib
- Schefflera oblongifolia Merr.
- Schefflera obovata Merr.
- Schefflera obovatifoliolata C.B.Shang
- Schefflera obtusifolia Merr.
- Schefflera octandra Ridl.
- Schefflera octostyla M.J.Cannon & Cannon
- Schefflera oligodon Harms
- Schefflera oreopola Harms
- Schefflera osyana (Veitch ex Regel) Frodin
- Schefflera ouveana (Däniker) Frodin
- Schefflera ovoidea Merr.
- Schefflera oxyphylla (Miq.) R.Vig.
- Schefflera pachycephala (Planch. & Linden ex Harms) Frodin
- Schefflera pachyphlebia Merr.
- Schefflera pachyphylla Harms
- Schefflera pachystyla Harms
- Schefflera pacoensis Grushv. & Skvortsova
- Schefflera pagiophylla Harms
- Schefflera palawanensis Merr.
- Schefflera pallens Maguire, Steyerm. & Frodin
- Schefflera palmiformis Grushv. & Skvortsova
- Schefflera panamensis M.J.Cannon & Cannon
- Schefflera panayensis Merr.
- Schefflera pancheri Baill.
- Schefflera paniculata R. Vig.
- Schefflera paniculitomentosa Cuatrec.
- Schefflera papuana Ridl.
- Schefflera parasitica (Blume) Harms
- Schefflera pardoana Harms
- Schefflera paruana Frodin
- Schefflera parvifoliolata C.J.Tseng & G.Hoo
- Schefflera patula (Rusby) Harms
- Schefflera pauciflora R.Vig.
- Schefflera pauciradiata Maguire, Steyerm. & Frodin
- Schefflera pawoiensis Frodin
- Schefflera pedicellata (Pav.) Harms
- Schefflera pedicelligera Maguire, Steyerm. & Frodin
- Schefflera pentadactyla Cuatrec.
- Schefflera pentagyra C.J.Tseng & G.Hoo
- Schefflera pentandra (Pav.) Harms
- Schefflera peruviana Aspl.
- Schefflera pes-avis R.Vig.
- Schefflera petelotii Merr.
- Schefflera petiolosa (Miq.) Harms
- Schefflera phanerophlebia Merr.
- Schefflera pickeringii (A.Gray) Frodin
- Schefflera pilematophora Harms
- Schefflera pimichinensis Maguire, Steyerm. & Frodin
- Schefflera piperoidea Elmer
- Schefflera pittieri Harms
- Schefflera planchoniana (Marchal) Harms
- Schefflera platyphylla Merr.
- Schefflera plerandroides (R.Vig.) Frodin
- Schefflera plurifolia Fiaschi & Frodin
- Schefflera plurispicata Maguire, Steyerm. & Frodin
- Schefflera poilaneana C.B.Shang
- Schefflera polita (Miq.) R.Vig.
- Schefflera polyandra Ridl.
- Schefflera polyastra Harms
- Schefflera polybotrya (Miq.) R.Vig.
- Schefflera polychaeta Harms
- Schefflera polyclada Frodin
- Schefflera polydactylis (Montrouz.) Frodin
- Schefflera poomae Esser & Jebb
- Schefflera porphyranthera Ridl.
- Schefflera procumbens (Hemsl.) F.Friedmann
- Schefflera pseudobrassaia Harms
- Schefflera pseudocandelabrum R.Vig.
- Schefflera pseudospicata Bui
- Schefflera psilophylla (Harms) Maguire, Steyerm. & Frodin
- Schefflera pubens M.J.Cannon & Cannon
- Schefflera pubigera (Brongn. ex Planch.) Frodin
- Schefflera pueckleri (K.Koch) Frodin
- Schefflera pushpangadanii Chakrab.
- Schefflera quadripetala Merr.
- Schefflera quangtriensis C.B.Shang
- Schefflera quinduensis (Kunth) Harms
- Schefflera quinquecarinata Steyerm.
- Schefflera quinquestylorum Steyerm.
- Schefflera racemifera Fiaschi & Frodin
- Schefflera racemosa (Wight) Harms
- Schefflera rainaliana Bernardi
- Schefflera ramosissima Cuatrec.
- Schefflera reginae (Linden ex W.Richards) Frodin
- Schefflera reiniana Frodin
- Schefflera remotiserrata Merr.
- Schefflera reticulata Philipson
- Schefflera rhododendrifolia (Griff.) Frodin
- Schefflera rhynchocarpa Merr.
- Schefflera ridleyi (King) R.Vig.
- Schefflera rigida (Blume) Harms
- Schefflera robusta (A.C.Sm.) A.C.Sm.
- Schefflera rodriguesiana Frodin
- Schefflera rostrata (Wight) Harms
- Schefflera rotundifolia (Ten.) Frodin
- Schefflera roxburghii Gamble
- Schefflera rudolfii Harms
- Schefflera rufa Frodin
- Schefflera rugosa (Blume) Harms
- Schefflera ruschiana Fiaschi & Pirani
- Schefflera sachamatensis Cuatrec.
- Schefflera salweenensis W.W.Sm.
- Schefflera samariana Cuatrec.
- Schefflera samoensis (A.Gray) Harms
- Schefflera sandiana Harms
- Schefflera sanquininensis Cuatrec.
- Schefflera santosii Merr.
- Schefflera sapoensis M.J.Cannon & Cannon
- Schefflera sararensis Cuatrec.
- Schefflera sarasinorum Harms ex Koord.
- Schefflera scandens (Blume) R.Vig.
- Schefflera schizophylla (Hance) Frodin
- Schefflera schultzei Harms
- Schefflera schumanniana Harms
- Schefflera sciodaphyllum (Sw.) Harms
- Schefflera scytinophylla Harms
- Schefflera secunda Philipson
- Schefflera seemanniana A.C.Sm.
- Schefflera selloi (Marchal) Frodin & Fiaschi
- Schefflera sepikiana Harms
- Schefflera serrata (Miq.) R.Vig.
- Schefflera sessiliflora Frodin
- Schefflera sessilis (Miq.) Harms
- Schefflera setulosa Harms
- Schefflera shweliensis W.W.Sm.
- Schefflera siamensis W.W.Sm. ex Craib
- Schefflera sibayakensis Merr.
- Schefflera silvatica Cuatrec.
- Schefflera simbuensis Frodin
- Schefflera simplex Steyerm. & Holst
- Schefflera simplicifolia Merr.
- Schefflera simulans Craib
- Schefflera singalangensis (Miq.) R.Vig.
- Schefflera singularis B.C.Stone
- Schefflera sipapoensis Maguire, Steyerm. & Frodin
- Schefflera sodiroi Harms
- Schefflera solomonensis (Philipson) Frodin
- Schefflera spaniodon Harms
- Schefflera sphaerocoma (Benth.) Harms
- Schefflera spruceana (Seem.) Maguire, Steyerm. & Frodin
- Schefflera sprucei (Seem.) Harms
- Schefflera stahliana (Warb.) Frodin
- Schefflera staufferana Bernardi
- Schefflera stearnii R.A.Howard & Proctor
- Schefflera stellata (Gaertn.) Baill.
- Schefflera stellulata Merr.
- Schefflera stenopetala Harms
- Schefflera stenophylla Harms
- Schefflera steyermarkii Frodin
- Schefflera stilpnophylla Harms
- Schefflera stolleana Harms
- Schefflera stolzii Harms
- Schefflera straminea Frodin
- Schefflera stuhlmannii Harms
- Schefflera suaveolens Frodin
- Schefflera subavenis (Blume) Hochr.
- Schefflera subdivaricata Merr. ex Frodin
- Schefflera subintegra (Craib) C.B.Shang
- Schefflera succinea Frodin & Fiaschi
- Schefflera systyla (Donn.Sm.) R.Vig.
- Schefflera tahanica Frodin
- Schefflera taiwaniana (Nakai) Kaneh.
- Schefflera tamana Steyerm.
- Schefflera tamatamaensis Maguire, Steyerm. & Frodin
- Schefflera tannae A.C.Sm. & B.C.Stone
- Schefflera tanyrhachis Harms
- Schefflera tanytricha Harms
- Schefflera ternata Cuatrec.
- Schefflera tessmannii Harms
- Schefflera tetrandra Merr.
- Schefflera thaumasiantha Harms
- Schefflera tipuanica Harms
- Schefflera tomentosa (Blume) Harms
- Schefflera toto Baill.
- Schefflera tremula (Krug & Urb.) Alain
- Schefflera tremuloidea Maguire, Steyerm. & Frodin
- Schefflera trevesioides Harms
- Schefflera trianae (Planch. & Linden ex Marchal) Harms
- Schefflera tribracteolata Bui
- Schefflera tristis (King) Ridl.
- Schefflera trollii Harms
- Schefflera troyana (Urb.) A.C.Sm.
- Schefflera trungii Grushv. & Skvortsova
- Schefflera tunkinensis R.Vig.
- Schefflera ulocephala Frodin
- Schefflera umbellata (N.E.Br.) R.Vig.
- Schefflera umbellifera (Sond.) Baill.
- Schefflera umbraculifera Frodin
- Schefflera umbrosa Frodin & Fiaschi
- Schefflera urbaniana (Marchal ex Urb.) Frodin
- Schefflera urdanetensis Elmer
- Schefflera urostachya Harms
- Schefflera vanderwerffii Dorr & Stergios
- Schefflera vantsilana (Baker) Bernardi
- Schefflera vanuatua Lowry
- Schefflera varisiana Frodin
- Schefflera vasqueziana Harms
- Schefflera veitchii (Carrière) Frodin & Lowry
- Schefflera velutina Cuatrec.
- Schefflera venulosa (Wight & Arn.) Harms
- Schefflera versteegii Harms
- Schefflera victoriae (Gibbs) Frodin
- Schefflera vidaliana C.B.Shang
- Schefflera vieillardii Baill.
- Schefflera viguieriana Harms
- Schefflera villosissima Fiaschi & Pirani
- Schefflera vinosa (Cham. & Schltdl.) Frodin & Fiaschi
- Schefflera violacea Cuatrec.
- Schefflera violea C.B.Shang
- Schefflera vitiensis (A.Gray) Seem.
- Schefflera volkensii (Harms) Harms
- Schefflera wallichiana (Wight & Arn.) Harms
- Schefflera wangii H.L.Li
- Schefflera wardii C.Marquand & Airy Shaw
- Schefflera waterhousei Harms
- Schefflera weberbaueri Harms
- Schefflera weibeliana Bernardi
- Schefflera whitefoordiae M.J.Cannon & Cannon
- Schefflera winkleri Harms
- Schefflera wrayi (King) R.Vig.
- Schefflera yatesii Merr.
- Schefflera yunnanensis H.L.Li
- Schefflera yurumanguinis Cuatrec.
- Schefflera yutajensis Steyerm. & Holst
- Schefflera zhuana Lowry & C.B.Shang